# طه أحمد باعشر
طه أحمد باعشر (1922 – 2008) هو طبيب نفسي سوداني

## النشأة
ولد بعشر كما يحب أن يناديه السودانيون بمدينة بورتسودان في 2 يونيو من العام 1922م وتعود أصوله إلى يمانية وسودانية قضي بعضا من حياته بمدن شرق السودان .

## التعليم
تلقي  بعشر تعليمه الأولي بمدينة سواكن، ودرس الثانوية بسنكات، والخرطوم والتحق بمدرسة كتشنر ( كلية الطب جامعة الخرطوم ) وتخرج فيها 1948م وتخرج معه ستة اطباء اخرين منهم عبد القادر مشعال، وعبد المنعم وصفي، وعبد القادر حسن اسحاق . و حمدنا الله الأمين .

### إنجازاته
حاز طه باعشر على ثلاثة جوائز في علوم التشريح والجراحة والباطنية، واختار الطب النفسي لأنه حبذ أن يعمل مع التجاني الماحي، واسس بعشر وعمل على تطوير الطب الشعبي

## عمله
عمل دكتور طه ( بعشر) طبيبا في أم درمان وبحري وملكال ومروي والخرطوم في الفترة ما بين 1949 _ 1953م  تم يعثه إلى دراسة الطب في في المملكة المتحدة في جامعة لندن في العا( 1954_1956م)  ونال درجة الصحة النفسية في العام 1956م وعاد إلى السودان واصبح من كبار المستشارين للامراض النفسية والعصبية . في العام 1975_ 1969م، خدم من خلالها مساهمات كبيرة في مجال الطب النفسي، كما ساهم ( بعشر) في تأسيس عيادة الصحة النفسية والعصبية بمدينة بحري في العام ( 1960) وكما انشأ عنبر الامراض العقلية في مسشفي الخرطوم التعليمي في العام 1964م .
وتولي دكتور بعشر منصب المستشار الإقليمي  في 1972 إلى 1982 لمنظمة الصحة العالمية (شرق حوض البحر الأبيض المتوسط  وساهم وقدم ( بعشر ) العون للعديد من الدول .
شغل دكتور بعشر منصب مدير تعزيز الخدمات الصحية في منطقة شرق حوض المتوسط في الفترة من 1982 إلى 1984،التابع لمكتب منظمة الصحة العالمية،  
تم تعيين  دكتور بعشر في العام  1985أستاذاً للطب النفسي بكلية الطب جامعة الخرطوم
 وساهم في جمع علماء الطب النفسي في الخرطوم  وتم عقد مؤتمر الاتحاد العالمي للطب النفسي في الخرطوم في العام 1966، وايضا مؤتمر الطب النفسي الإفريقي في الخرطوم في 1970 اهتم دكتور طع بعشر بالدراسات فوق الجامعية .

## مناصب
تم تعينه وزيرا للعمل في حكومة أكتوبر واصبح وزيرا للصحة في العام 1969_ 1970م واصبح زميلا في الكلية الملكية للاطباء النفسيين في لندن 1970م، تم تكريمه من قبل وزراء الطب العرب .

## الوفاة.
تُوفي طه باعشر في عام 2008م  بمدينة جنيف عن عمر ماهز 93